# Ateneo de Salto
L'Ateneo de Salto est un centre culturel polyfonctionel situé au cœur de la ville de Salto, capitale du département de Salto, en Uruguay. Classé monument historique national, il sert de centre culturel et de salle de concert de musique de chambre.

## Situation
L'Ateneo de Salto, qui a rouvert ses portes au public en 2012,  est établi dans le quartier du centre-ville, au Sud -Est de la place Treinta-y-Tres, la plus ancienne place urbaine de Salto, tout près de l'angle de la rue Artigas (en espagnol : Calle Uruguay) et de la rue Florencio Sánchez (espagnol : calle Florencio Sánchez). L'entrée principale de l'Ateneo de Salto  se fait sur la rue Artigas, rue parallèle  à la rue Uruguay située au nord.
Sa situation géographique, très centrale dans le noyau historique de la ville, en fait à la fois un point d'attraction culturel à Salto et une vitrine de la vie artistique et musicale de la cité.

## Description
D'inspiration éminemment italienne, cet édifice historique allie plusieurs formes architecturales dans l'esprit de son temps lors de sa réalisation. La façade, éclectique par sa réalisation, mêle judicieusement l'emploi de l'architecture classique au baroque où ce dernier prédomine au centre avec son balcon, au-dessus duquel se situe l'entrée principale. À l'intérieur, la salle de spectacle qui peut accueillir jusqu'à 250 spectateurs s'ouvre  sur deux niveaux pour l'organisation de conférences et de concerts. Le plafond a été décoré par le peintre et sculpteur Edmundo Prati et son frère.
Le côté éclectique de son architecture est sans conteste d'influence italienne qui y mêle ingénieusement l'inspiration d'autres sources architecturales comme le classicisme et le baroque. La ville de Salto qui avait accueilli Garibaldi depuis les événements de 1846 devint le deuxième centre d'accueil des Italiens en Uruguay  après Montevideo. Leur présence y a laissé une forte empreinte culturelle, artistique et architecturale qui se retrouve dans le bâti ancien  de la ville de Salto comme il s'en trouve dans des édifices remarquables comme le Palais Córdoba, le Théâtre Larrañaga ou encore le Musée Gallino des Beaux Arts. L'influence des bâtisseurs d'origine italienne a ainsi modelé durablement le paysage urbain ancien de Salto
En tant que salle de concert de musique classique pouvant accueillir 250 spectateurs, l'édifice intègre un plateau  et une scène, en tout point semblables aux autres ateneos  construits à l'époque, comme celui de Montevideo qui fut inauguré en septembre 1868 et servit de modèle pour tout le pays. Celui de Salto fut particulièrement adapté pour l'audition de la musique de chambre et garde cette spécificité aujourd'hui.

## Histoire
Le 8 janvier 1889,  un mouvement culturel se constitua dans la ville de Salto, représentatif de la pensée des Lumières et de la pensée moderne. L'Ateneo de Salto synthétisait alors les aspirations de sa devise : « Ars et Labor »,. Il a offert dès ses débuts des représentations littéraires et artistiques de grande qualité. Afin que l'art et la littérature soient le mieux possible représentés dans la ville, un site central fut recherché et finalement trouvé sur la rue Artigas, tout près de la plaza Treinta-y-Tres, alors la principale place de Salto. L'édifice actuel fut ouvert le 19 avril 1895.
Le bâtiment subit progressivement les outrages du temps nécessitant des réparations qui furent entreprises entre 1929 et 1930. En 1989, l'Ateneo de Salto fut déclaré Monument Historique de Salto, par la Commission Honoraire du Patrimoine Historique de Salto. Et il a obtenu son classement au patrimoine national. Il figure parmi les trente sites classés de la ville. Après une longue période de fermeture, il fut de nouveau ouvert au public en 2012. La façade fut refaite et l'intérieur du bâtiment profondément remanié. Il offre une belle scène entièrement remaniée avec un éclairage moderne et adapté pour différentes scénographies dont les concerts musicaux qui demeurent parmi les attractions principales.

## Galerie

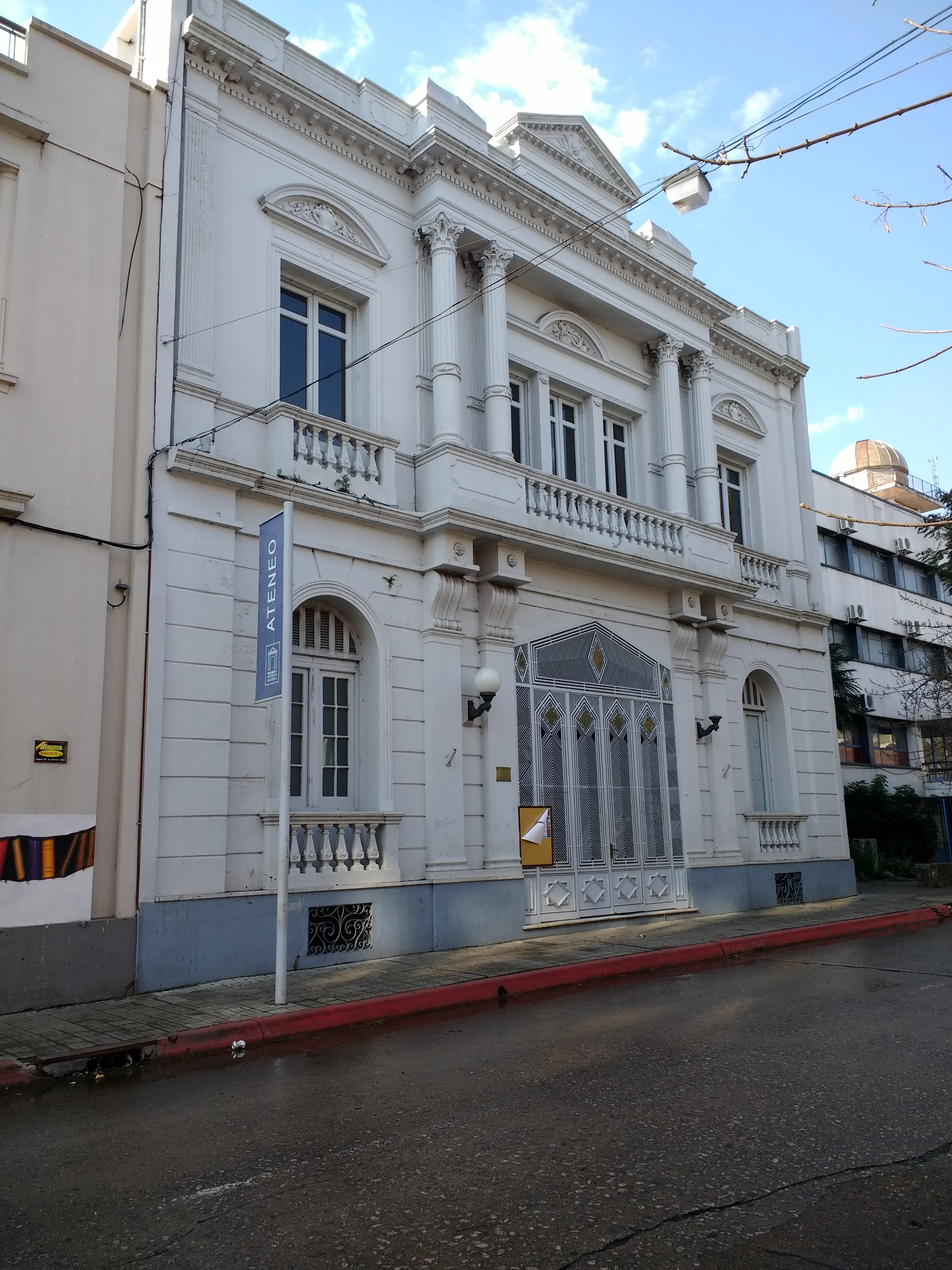
Façade de l'Ateneo de Salto dans le style éclectique où prédomine le baroque.
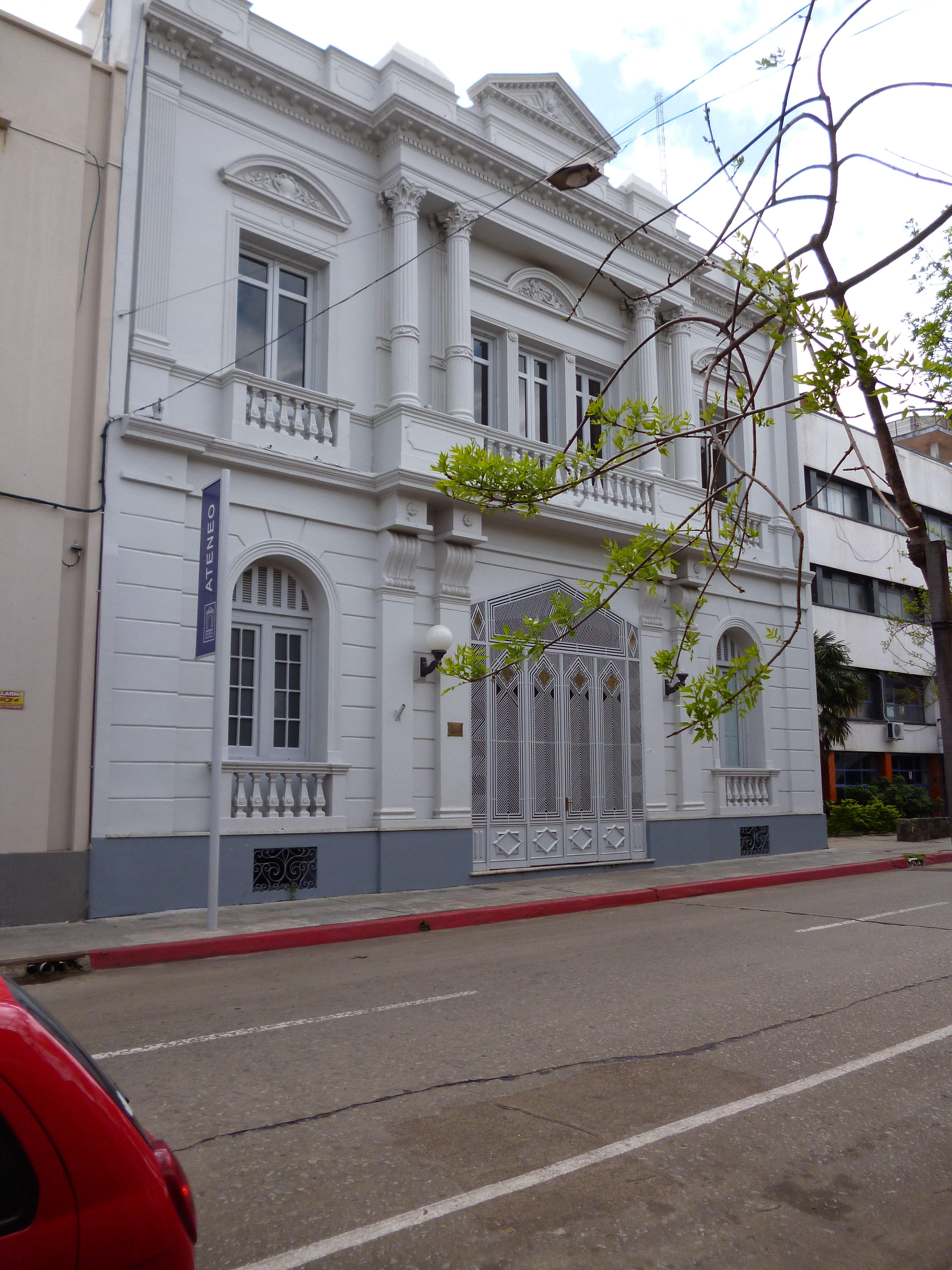
L'Ateneo de Salto fondé en 1895 donne sur la rue Artigas.
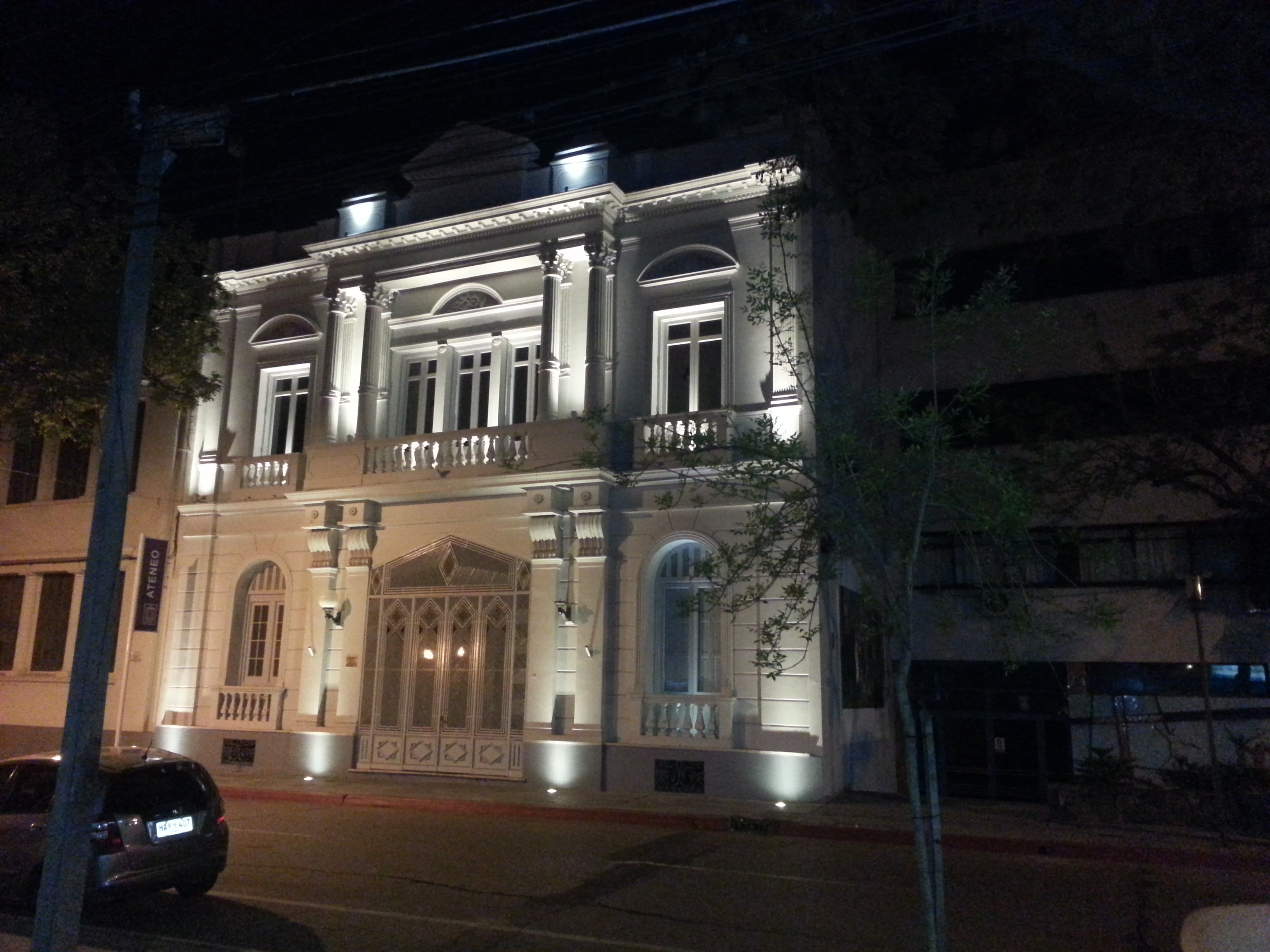
L'Ateneo de Salto en nocturne.